# Hotel Mentone Springs
El Hotel Mentone Springs fue un hotel histórico ubicado en Mentone, Alabama, Estados Unidos. Fue el último hotel turístico a gran escala que quedaba en Alabama desde finales del siglo XIX. El hotel se quemó hasta los cimientos después de un incendio causado por una falla eléctrica el 1 de marzo de 2014.

## Historia
El hotel fue construido entre 1884 y 1887 por J. Frank Caldwell, un médico de Pensilvania que había estado de vacaciones en la zona. En la propiedad hay dos manantiales, Mineral Springs y Beauty Springs. El hotel y la ciudad recibieron su nombre de la ciudad turística francesa de Menton. El área ganó popularidad entre los turistas en la década de 1890, debido en gran parte a las temperaturas más frescas y al paisaje de los Apalaches de Valley and Ridge. En 1915 se renovó el hotel y se construyó un anexo, añadiéndose 27 habitaciones. Desde la Gran Depresión hasta la década de 1970, el hotel entró en declive, cargado de deudas y rebotando entre los propietarios. Dejó de funcionar en 1950 y luego se convirtió en una residencia privada y un taller de reparación de órganos. El hotel reabrió en 2001 y se sometió a una extensa restauración entre 2010 y 2011. Una tienda de antigüedades ocupaba el anexo de 1915.